# Царенко Андрій Юрійович
Андрі́й Ю́рійович Царе́нко — український військовослужбовець, майор Збройних Сил України, що відзначився під час російського вторгнення в Україну 2022 року, Герой України (2022).

## Життєпис
Під час російського вторгнення в Україну 2022 року завдяки вмілим діям майора-розвідника Андрія Царенка у Харківській області було знищено велику кількість особового складу та військової техніки противника, що дало змогу українським підрозділам вести бойові дії з мінімальними втратами.
19 січня 2024 року під час церемонії у Маріїнському палаці Президент України Володимир Зеленський вручив 30 сертифікатів на отримання квартир військовослужбовцям Сил оборони, яким присвоєно звання Героя України, та родинам полеглих Героїв; один із сертифікатів було вручено майору Андрію Царенку. 

## Нагороди
- звання Герой України з врученням ордена «Золота Зірка» (4 квітня 2022) — за особисту мужність і героїзм, виявлені у захисті державного суверенітету та територіальної цілісності України, вірність військовій присязі[3].
- орден Богдана Хмельницького III ступеня (2022) — за особисту мужність і самовіддані дії, виявлені у захисті державного суверенітету та територіальної цілісності України, вірність військовій присязі[4].